# Leptomeria scrobiculata
Leptomeria scrobiculata är en tvåhjärtbladig växtart som beskrevs av Robert Brown. Leptomeria scrobiculata ingår i släktet Leptomeria och familjen Amphorogynaceae. Inga underarter finns listade i Catalogue of Life.